# Tetragnatha eurychasma
Tetragnatha eurychasma là một loài nhện trong họ Tetragnathidae.
Loài này thuộc chi Tetragnatha. Tetragnatha eurychasma được miêu tả năm 1992 bởi Gillespie.